# Estadi Alejandro Villanueva
L'Estadi Alejandro Villanueva, també anomenat Matute, és un estadi de futbol de la ciutat de Lima, al Perú, al barri de La Victoria.
L'estadi és propietat del club Alianza Lima. Entre 1974 i 2000 va rebre el nom d'Estadi Alianza Lima. El començament de les obres de l'estadi fou el 30 de maig de 1969. Cinc anys més tard, el 27 de desembre de 1974, fou inaugurat amb una capacitat per a 36.966 espectadors amb el partit Alianza Lima 2 – Nacional 2. L'any 2000 se li va donar el nom de l'antic futbolista del club Alejandro Villanueva.
Hi ha prevista una renovació de l'estadi de cara a l'any 2025 per ampliar-ne la capacitat fins els 47.000 espectadors.

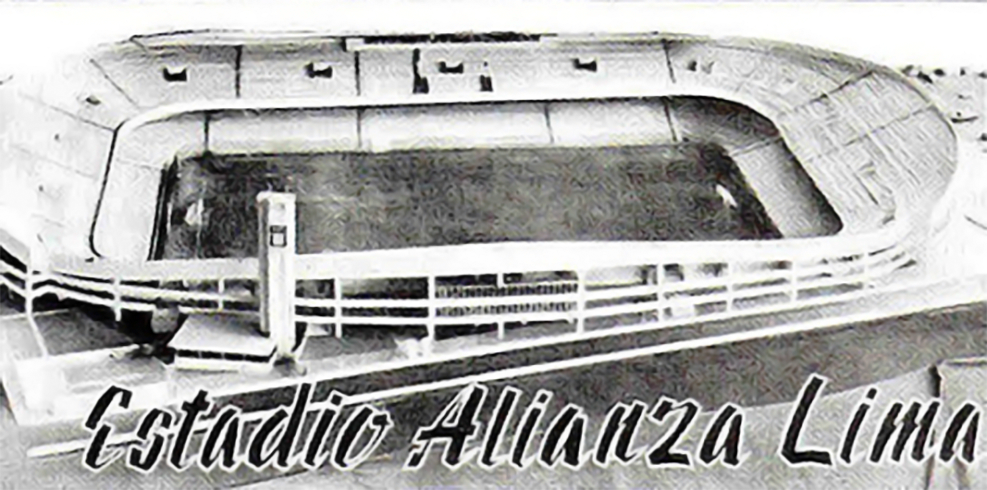
Maqueta del projecte inicial de l'estadi, 1969.